# Hans Holmberg
Roy Hans Göhte Holmberg, född 18 maj 1951 i Häggdångers församling i Västernorrlands län, är en svensk ingenjör och företagsledare.

## Biografi
Holmberg avlade filosofie kandidat-examen i naturvetenskap vid Umeå universitet 1971. Han arbetade med system- och programvaruutveckling inom ledningssystemområdet på Stansaab Elektronik AB 1974–1977, var teknikkonsult inom ledningssystemområdet på Telub AB 1978–1984 och avdelningschef för informations- och ledningssystem vid Telub AB 1985–1989. Åren 1989–2000 var han överingenjör vid Försvarets materielverk och arbetade där med projekt- och programledning avseende flygvapnets ledningssystem 1989–1996, som chef för Ledningssystembyrån 1997–1998 och som teknisk chef inom Produktionsledningen 1999–2000. Han var chef för affärsutveckling vid Aerotech Telub AB 2000–2004, strategi- och produktchef vid Saab Systems 2004–2009 och strategi- och produktchef vid Saab Security and Defence Solutions 2010–2015. Holmberg är sedan 2016 egen företagare.
Hans Holmberg invaldes 2000 som ledamot av Kungliga Krigsvetenskapsakademien.